# Горный приют

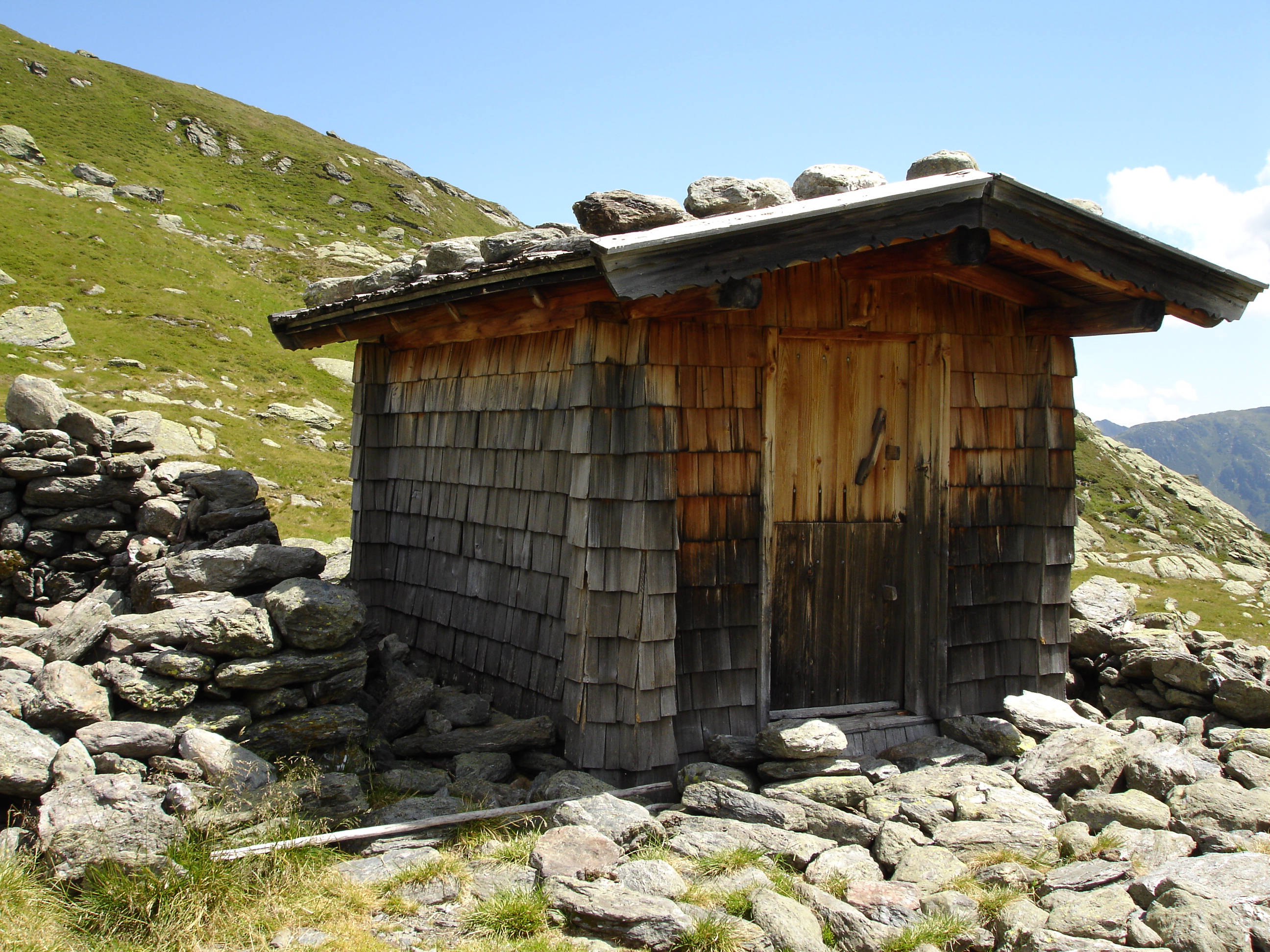
Маленькая горная хижина в Кицбюэльских Альпах (Kitzbüheler Alpen) у подножия Крёндльхорна (Kröndlhorn) (Австрия)

Го́рный прию́т, альпи́йский прию́т или альпи́йская хи́жина (нем. Schutzhütte, Berghütte, Schutzhaus, сербохорв. планинска кућа, в Швейцарии также Hospiz или Ospizio, итал. rifugio, фр. refuge, англ. mountain hut) — прочное здание, обеспечивающее защиту от непогоды для пастухов, альпинистов, туристов и других путешественников в горной местности вдали от населённых пунктов. Также горные приюты используются в качестве стационарных спасательных станций и базовых лагерей при организации спасательных работ в горах.
Система горных приютов особенно широко распространена в Альпах на популярных альпинистских и туристических маршрутах. В других горных районах не всегда можно рассчитывать на наличие аналогичной густой сети горных приютов.

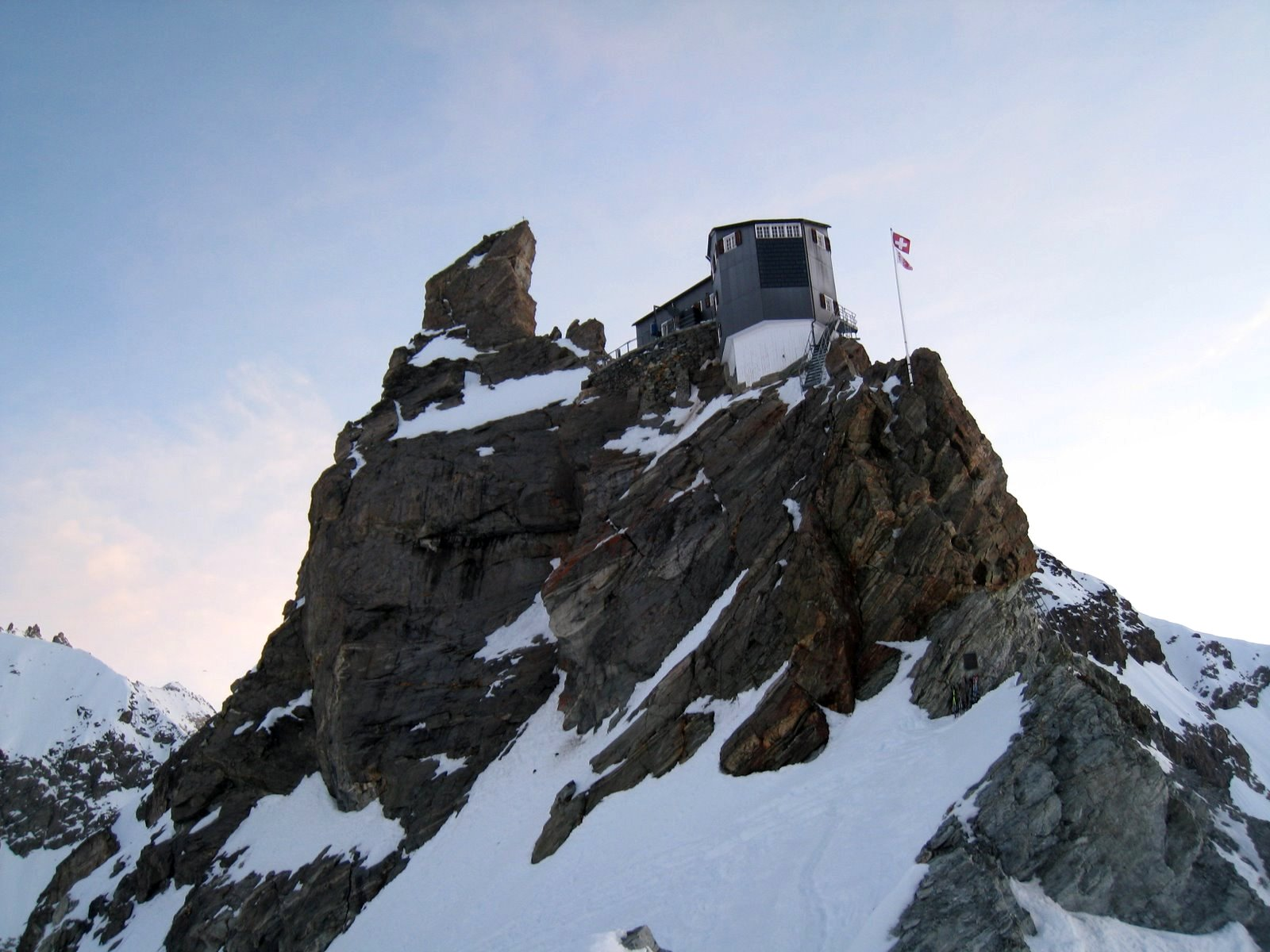
Горный приют Cabane de Bertol в Пеннинских Альпах, Швейцария

Горные приюты могут быть предназначены либо для ночёвки в экстренных случаях и не иметь никаких удобств, либо быть оборудованы спальными местами, приспособлениями для отопления помещения, приготовления пищи, санузлами и так далее. Оборудованные приюты могут иметь статус гостиницы (нем. Berggasthaus, в Швейцарии также Berghaus), ночёвка в них обычно осуществляется на платной основе. Такие приюты работают, как правило, во время туристического сезона и их работой руководят специальные служащие. В этих приютах помимо ночлега путешественникам за отдельную плату предлагается питание.
Многие приюты в Альпах принадлежат национальным и региональным союзам альпинистов. Ночлег в горных приютах, как правило, разрешён любым путешественникам, однако члены альпинистских клубов обычно имеют скидку при оплате. В ряде случаев для размещения в приюте необходимо заранее зарезервировать место.
Одним из самых известных в России комфортабельных горных приютов был Приют одиннадцати на Эльбрусе, сгоревший в конце XX века.

## История
Первоначально горные приюты были созданы для защиты от непогоды людей, работающих в горах (пастухов, лесорубов, охотников, погонщиков вьючных животных и так далее). Также они служили укрытием торговым караванам. По мере распространения христианства в Европе, приюты стали также использоваться для отдыха паломников, направлявшихся через альпийские перевалы в Рим из регионов, входивших в Священную Римскую империю. Часть приютов стали использоваться не только как убежища для защиты от непогоды, но и как место для лечения и отдыха больных паломников. Такие приюты обслуживались преимущественно монахами, и стали назваться госпиталями (Hospital) или хосписами (Hospiz или Ospizio), от лат. hospitalis «гостеприимный». Одним из самых известных горных приютов такого типа стал приют при горном монастыре на перевале Большой Сен-Бернар в Альпах. Горные приюты способствовали развитию современных госпиталей и хосписов.
Постепенно горные приюты утратили функции лечебных учреждений, и с середины XIX века стали служить в основном туристическим целям, хотя многие альпийские приюты сохранили в своём названии слово хоспис (например, Ospizio Bernina на перевале Бернина).

## Правила использования

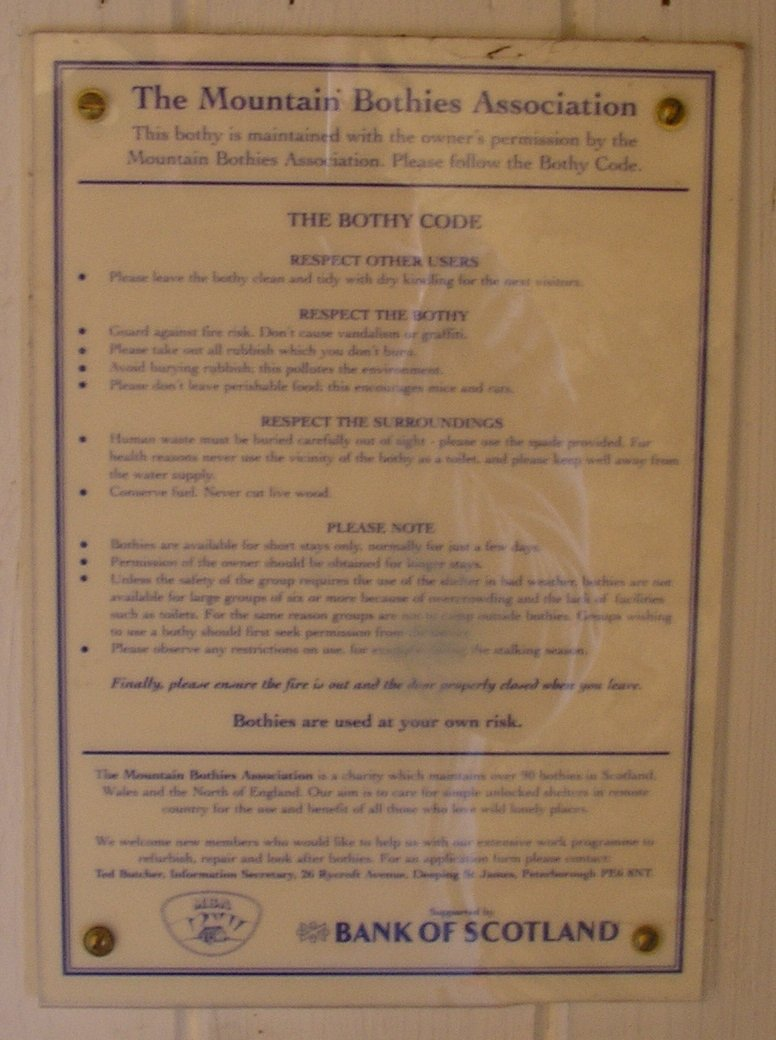
Кодекс горного приюта «Tarf Hotel Bothy», Перт и Кинросс, Шотландия

Правила пребывания в обслуживаемых приютах регламентируются организацией, которой они принадлежат.
В необслуживаемых приютах, даже если отсутствуют официальные правила использования, существует неформальный кодекс:
- использованное топливо (дрова и т. п.) должно быть восполнено в большем объёме, чем было израсходовано;
- в приюте должны быть оставлены спички, свечи, соль (а также, по возможности, электрические батарейки и продукты питания) для следующих посетителей;
- весь мусор должен быть утилизирован и/или унесён с собой;
- при приходе в приют следующей группы людей, уже отдохнувшие в приюте должны освободить место для вновь прибывших.

Как правило, малые необслуживаемые приюты не предназначены для длительного пребывания в них больших групп.

## Другие разновидности приютов
В Великобритании и Ирландии существуют необслуживаемые скалолазные хижины (англ. climbing huts), расположенные близко к районам скалолазания, и обеспечивающие относительно простое размещение. Эти хижины, как правило, являются переоборудованными из зданий других типов, и не являются открытыми для случайных прохожих, за исключением чрезвычайных ситуаций. Таких хижин, принадлежащих альпинистским и скалолазным клубам, много в Сноудонии (англ. Snowdonia) и в Озёрном крае (англ. Lake District). Известным примером такой хижины является Мемориальная хижина Чарльза Инглиса Кларка (англ. Charles Inglis Clark Memorial Hut, the CIC Hut)) под северном склоном горы Бен-Невис (англ. Ben Nevis, гэльск. Beinn Nibheis) в Шотландии — горный приют, напоминающий по типу альпийские хижины.
Бало́к, лааву (нем. Biwakschachtel, англ. Bothy) — как правило, небольшая хижина, необслуживаемое общедоступное сооружение, позволяющее переночевать или переждать непогоду с минимальным уровнем комфорта. В Шотландии и на севере Англии и Уэльса около 100 таких приютов содержится Ассоциацией горных хижин (англ. Mountain Bothies Association, MBA).

## Галерея

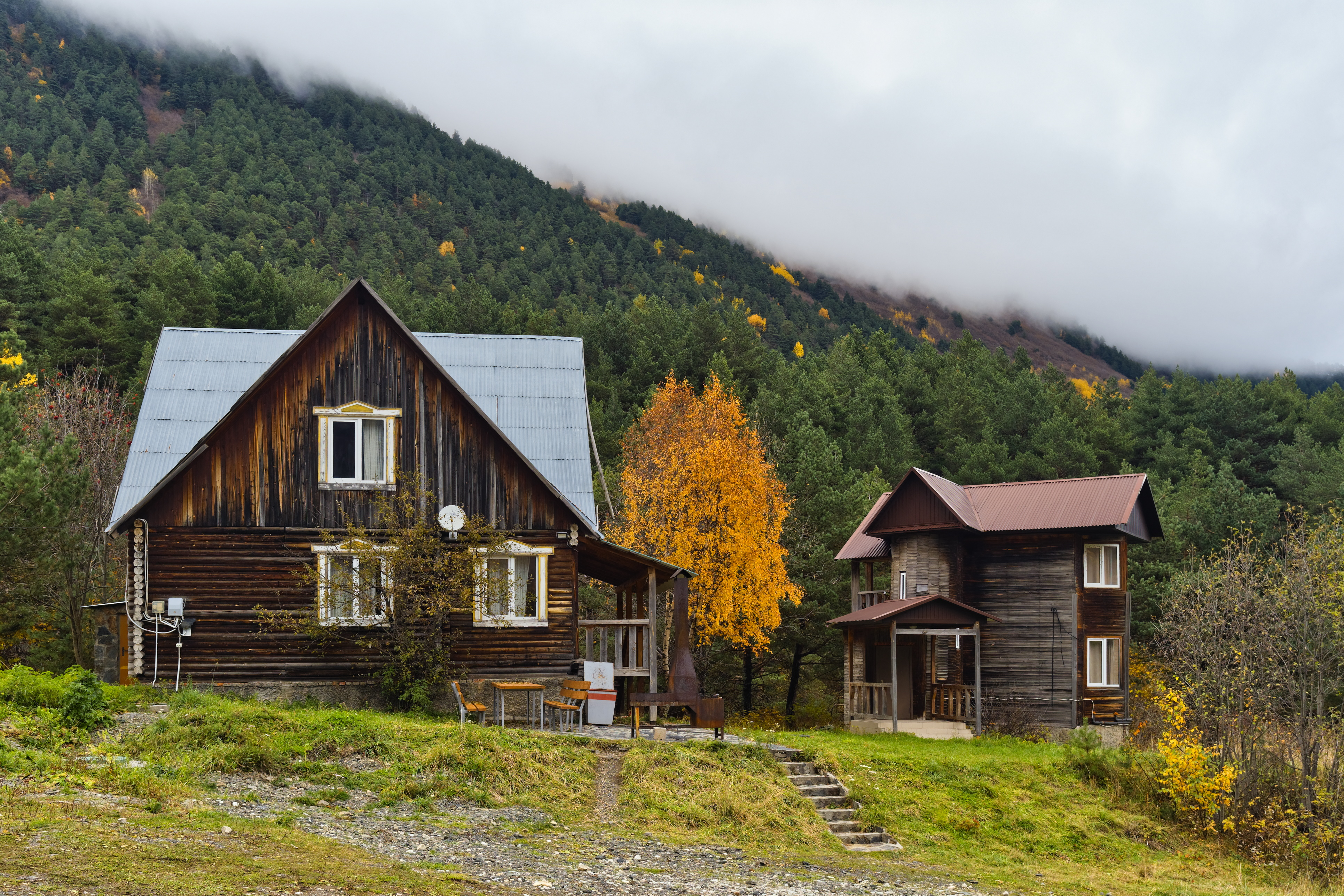
Приюты в турбазе «Порог неба». Дигория (Северная Осетия, Россия)
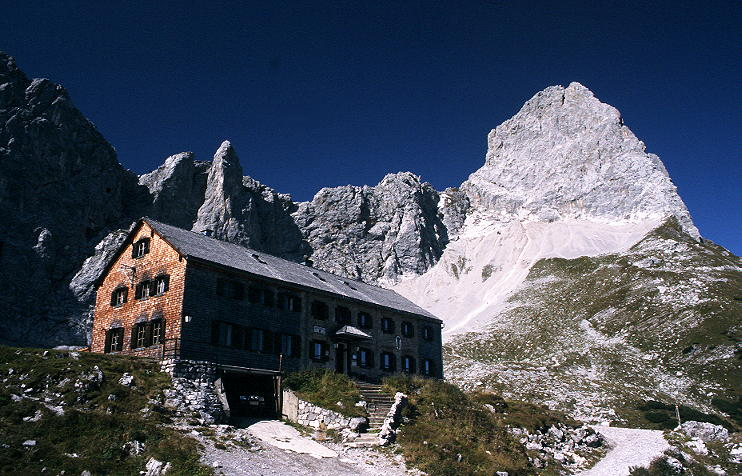
Альпийская хижина в долине Шталленталь, Тироль, Австрия
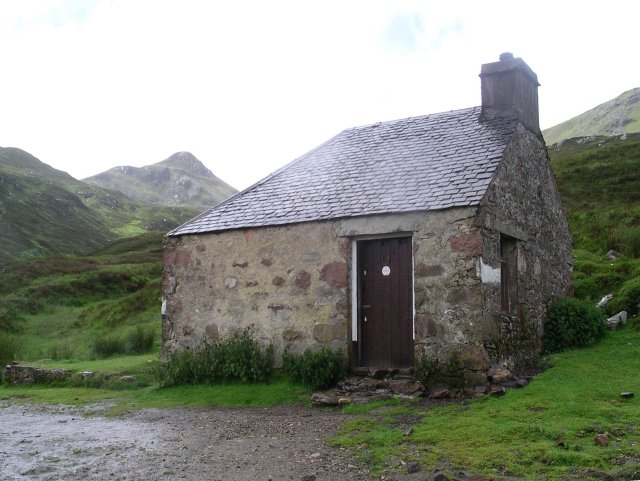
Горная хижина «Lairig Leacach Bothy», Шотландия
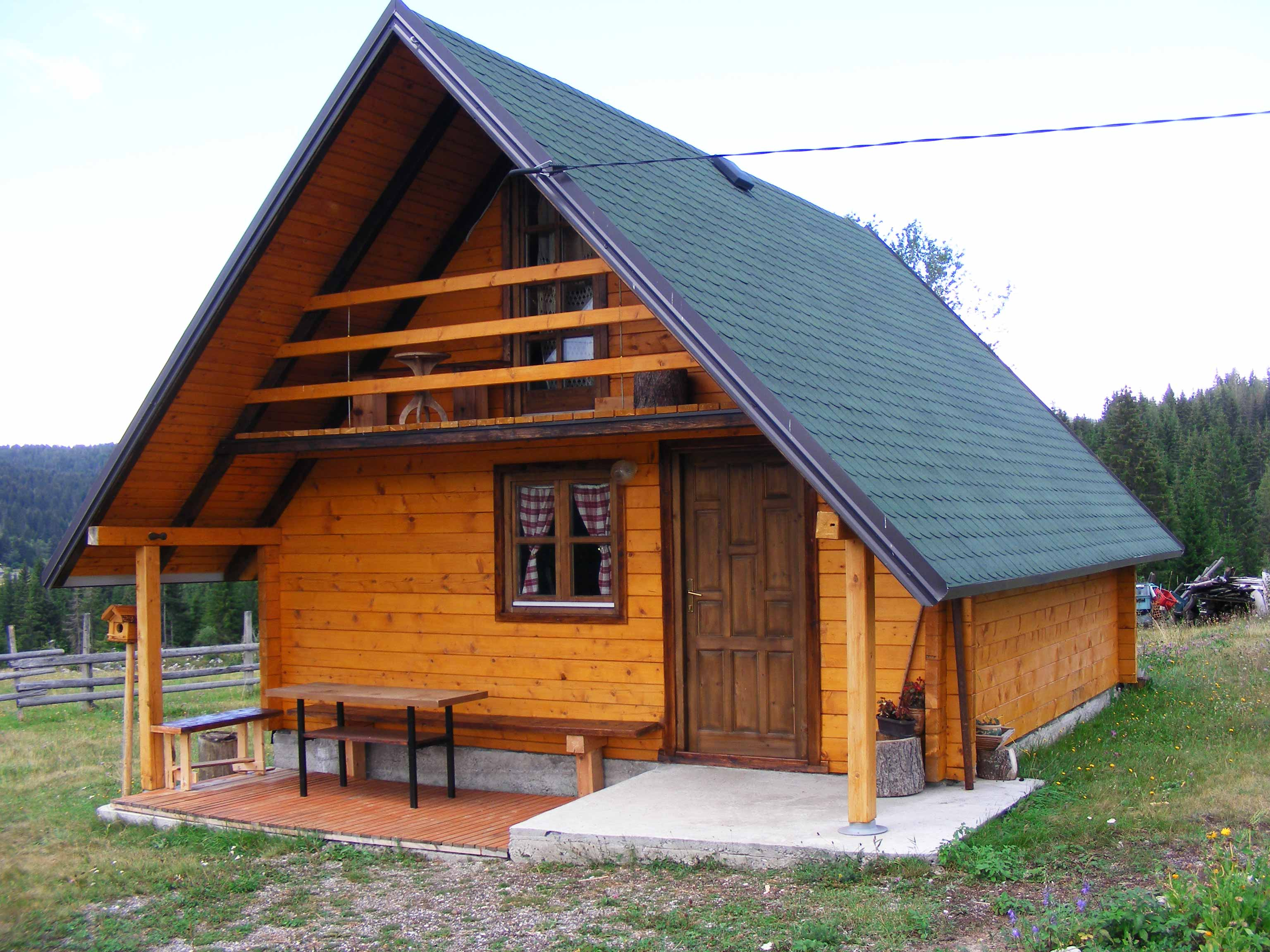
Горный приют в турбазе в селе Камена-Гора[серб.] под городом Приеполе, Сербия
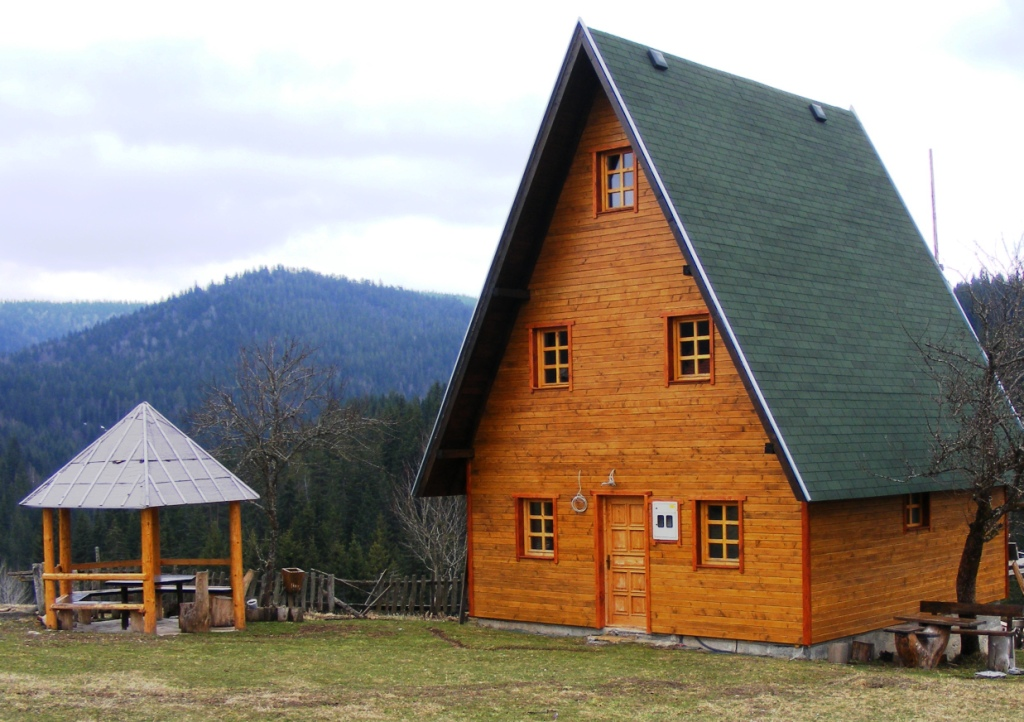
Горный приют там же
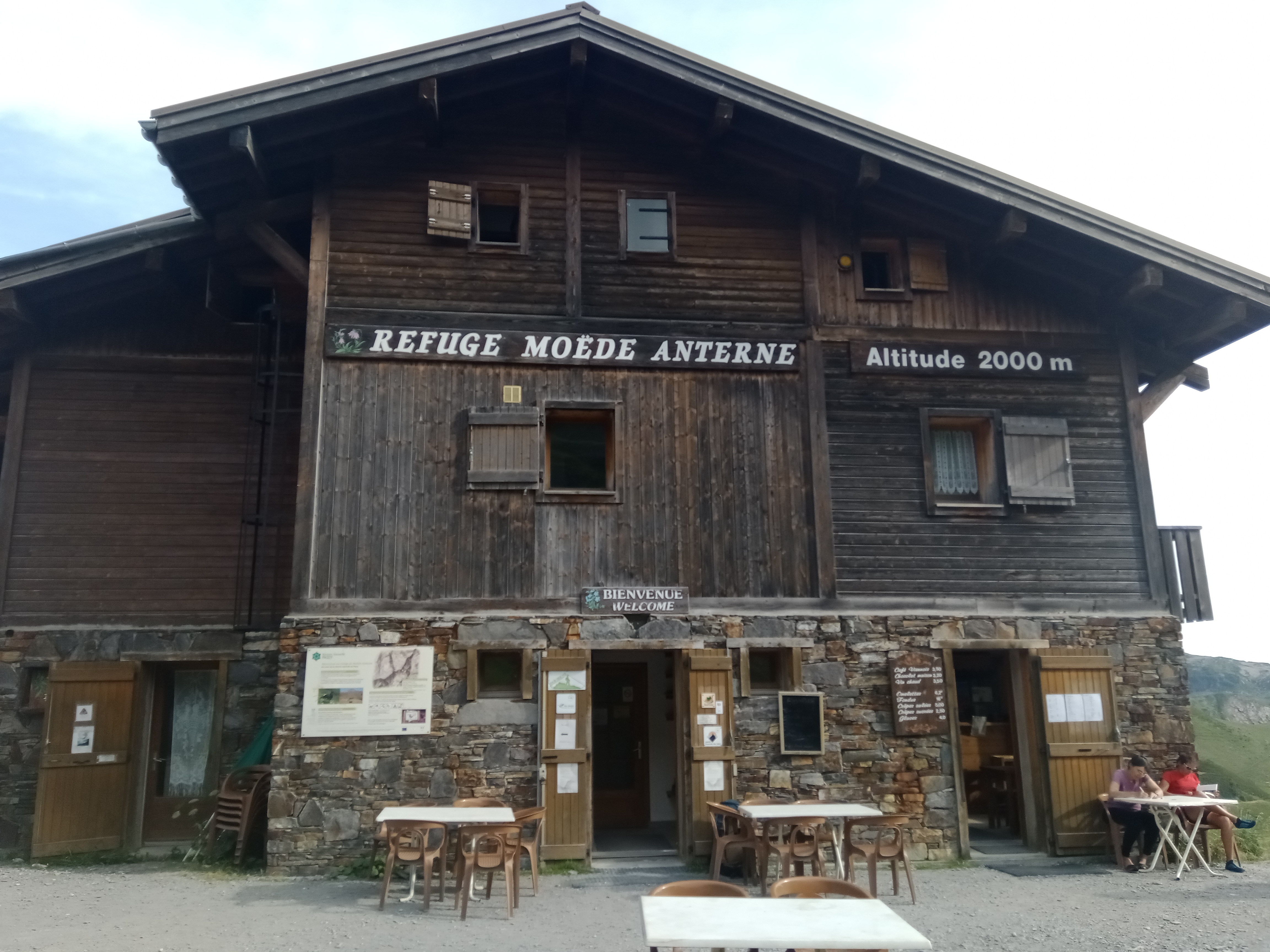
Горный приют «Refuge de Moëde Anterne», Верхняя Савойя, Франция
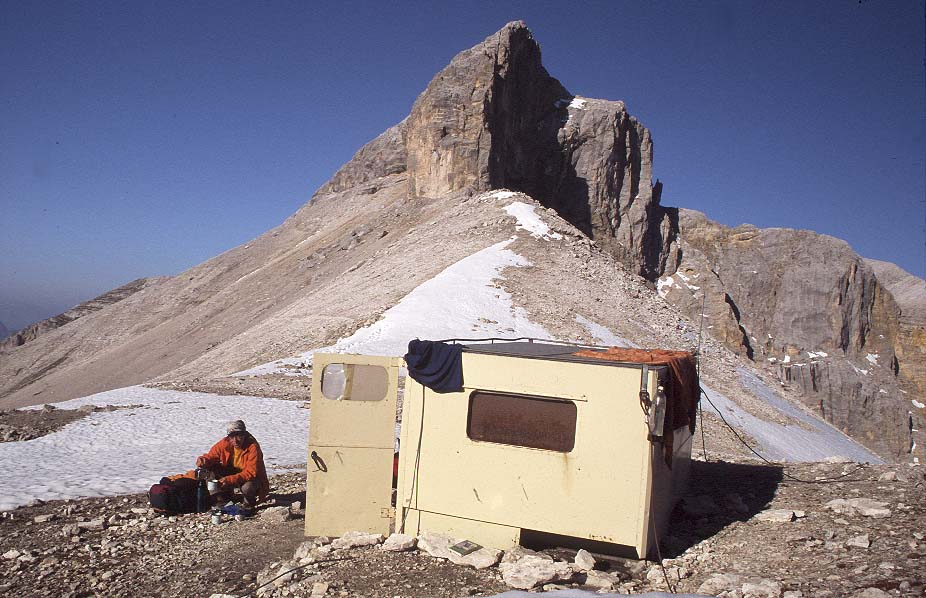
Балок (нем. Biwakschachtel) на Брайтгрискаршарте (нем. Breitgriesskarscharte), Карвендель (нем. Karwendel)
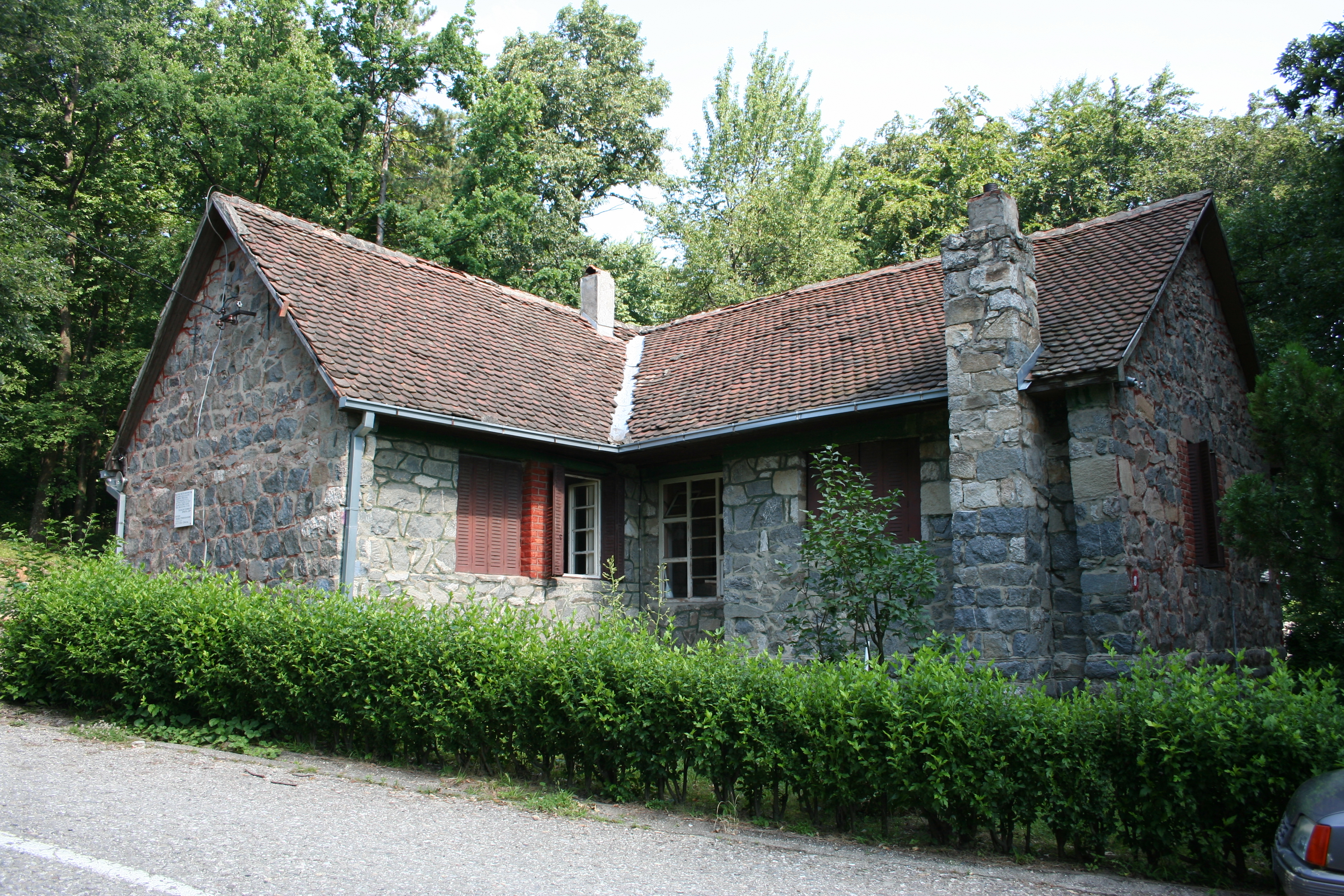
Горный приют на горе Цер, Сербия
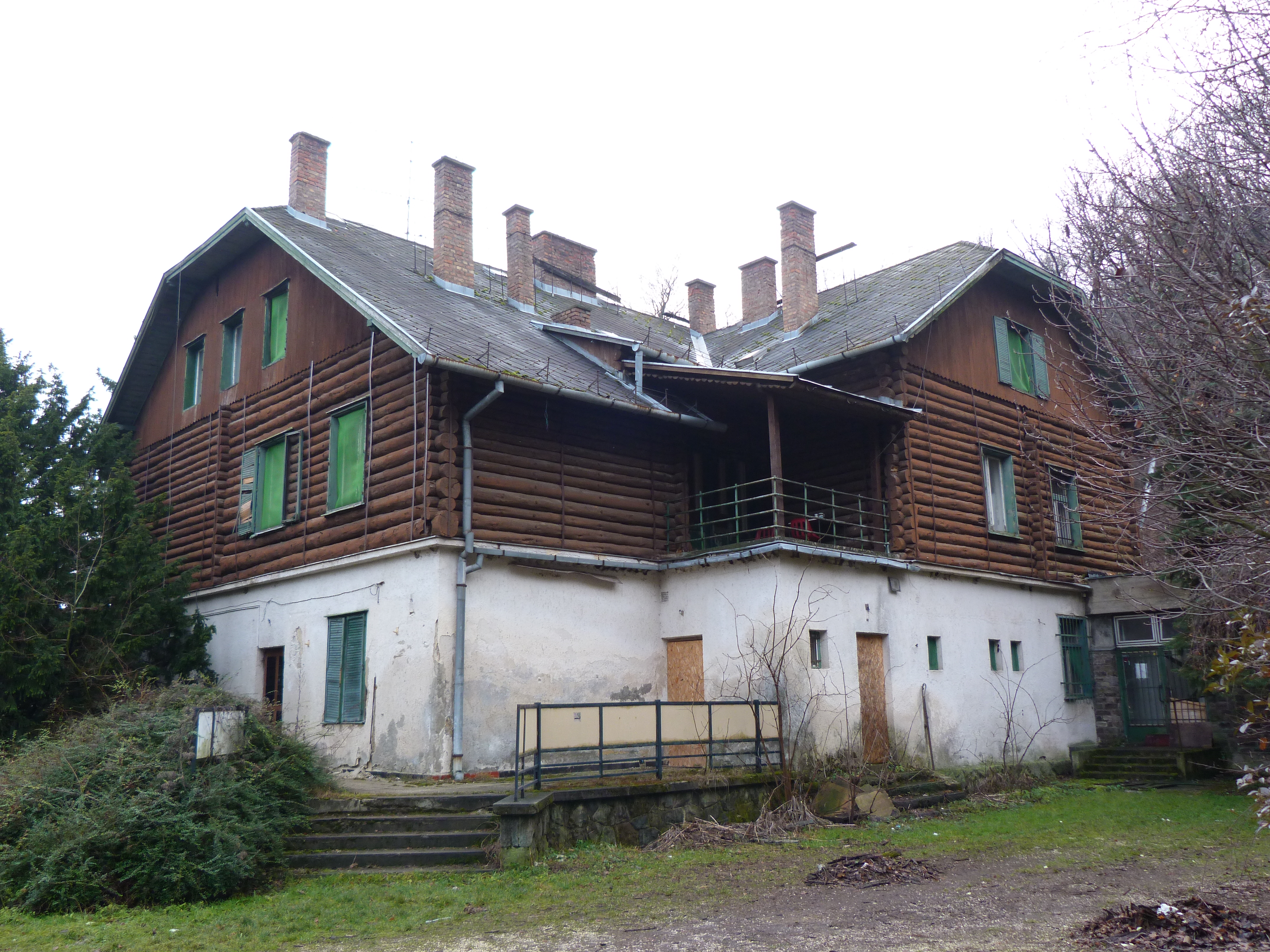
Бывший горный приют «Lajosforrás» под городом Сентендре Вишеградские горы, Венгрия.
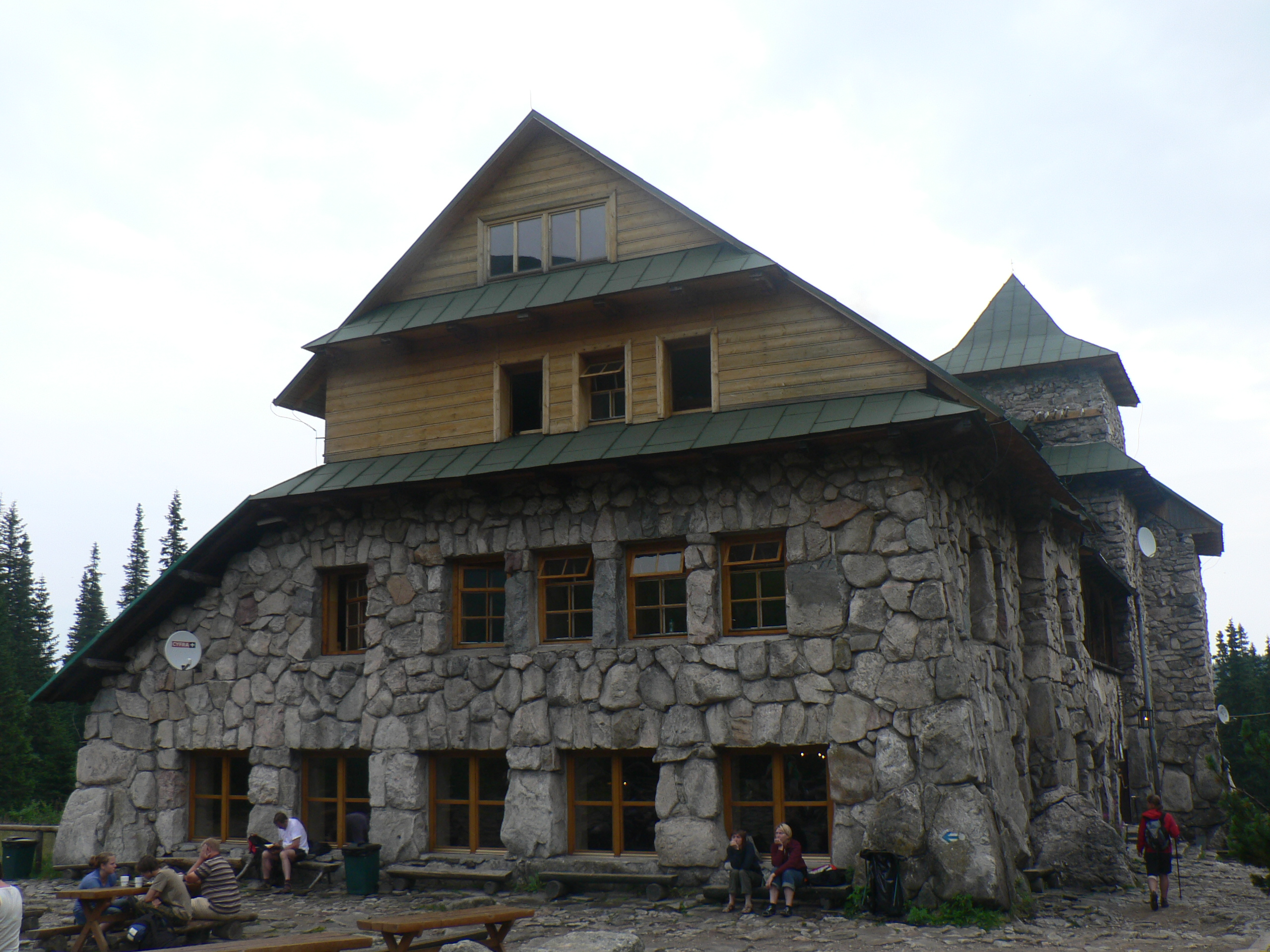
Горный приют в Высоких Татрах (Малопольское воеводство, Польша)
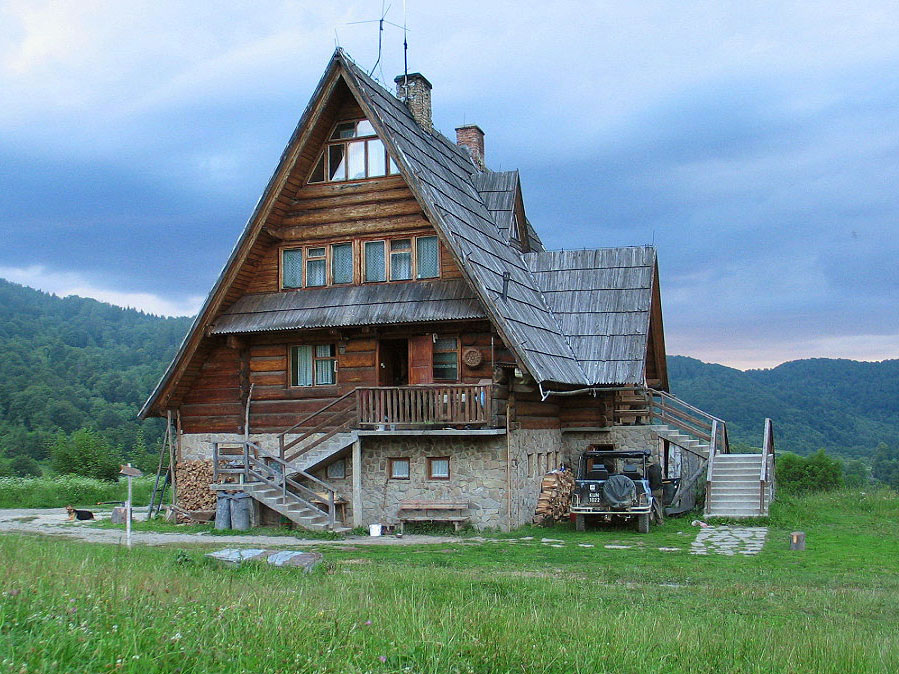
Горный приют «Яворжец» (пол. Jaworzec) в Бещадах, Польша (Подкарпатское воеводство)
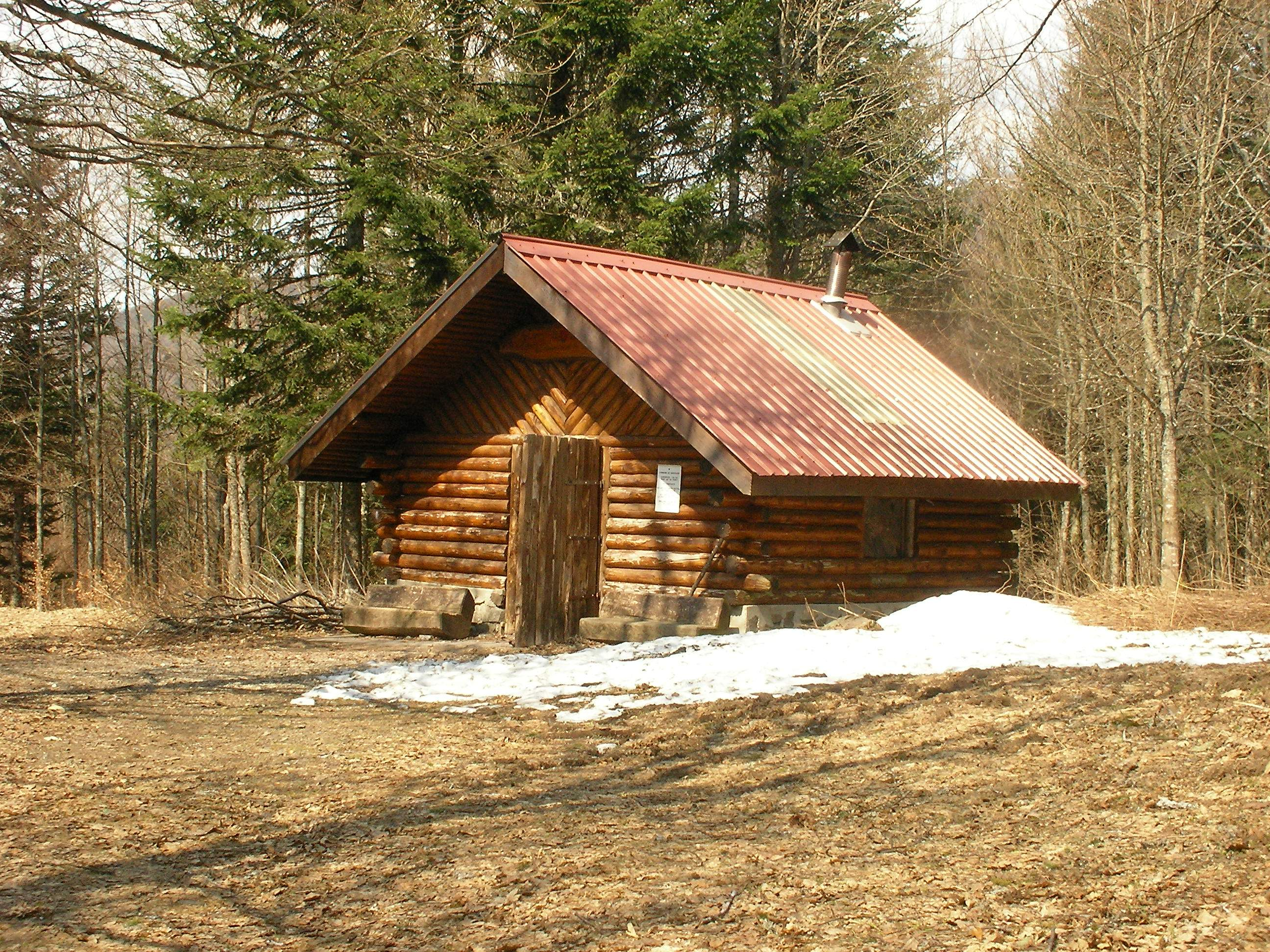
Горная хижина-шале, Верхний Рейн, Франция
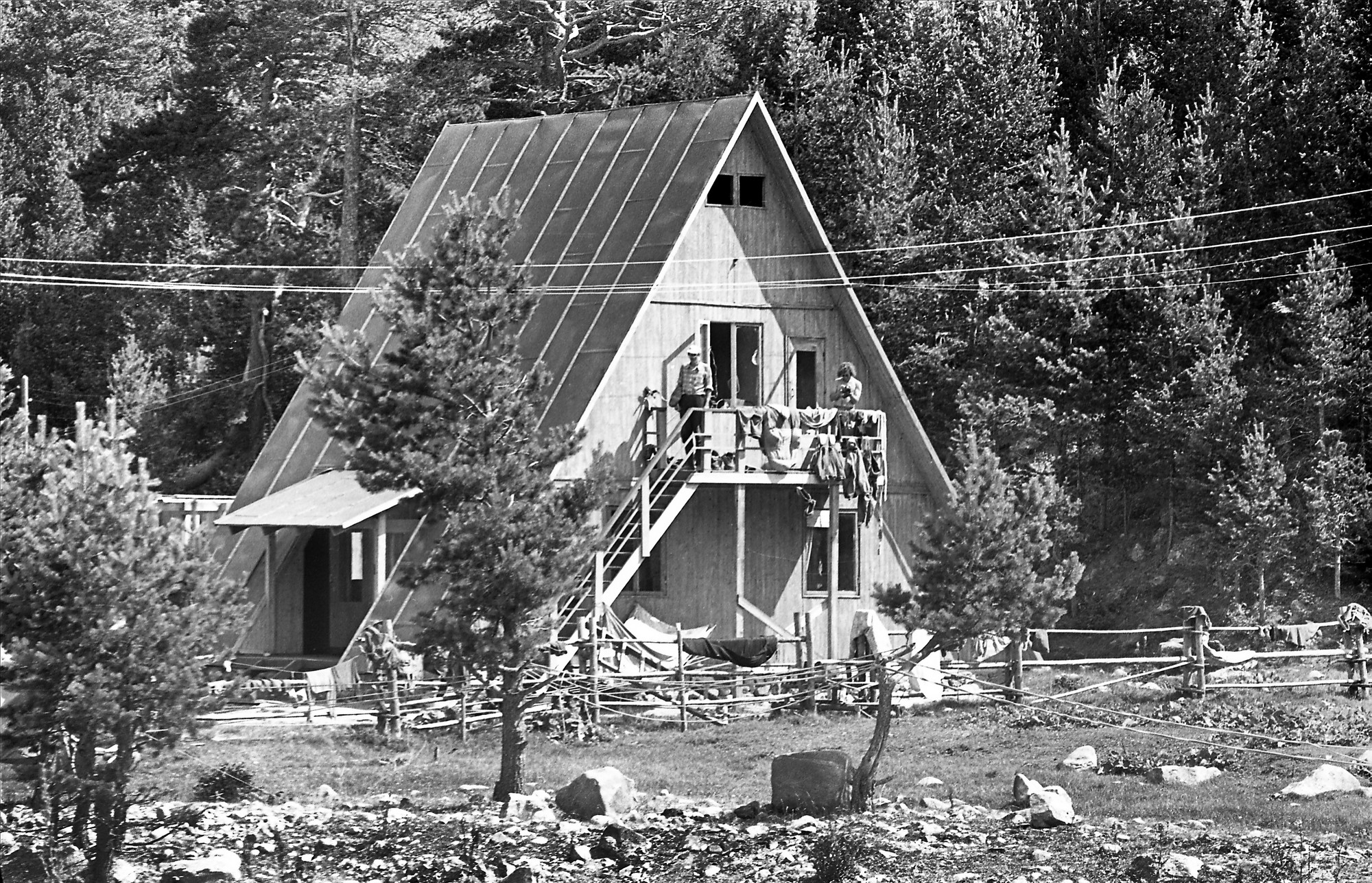
Горный приют в альплагере «Узункол», 1973 г., Карачаево-Черкесская автономная область, РСФСР (ныне республика Карачаево-Черкесия, Россия)
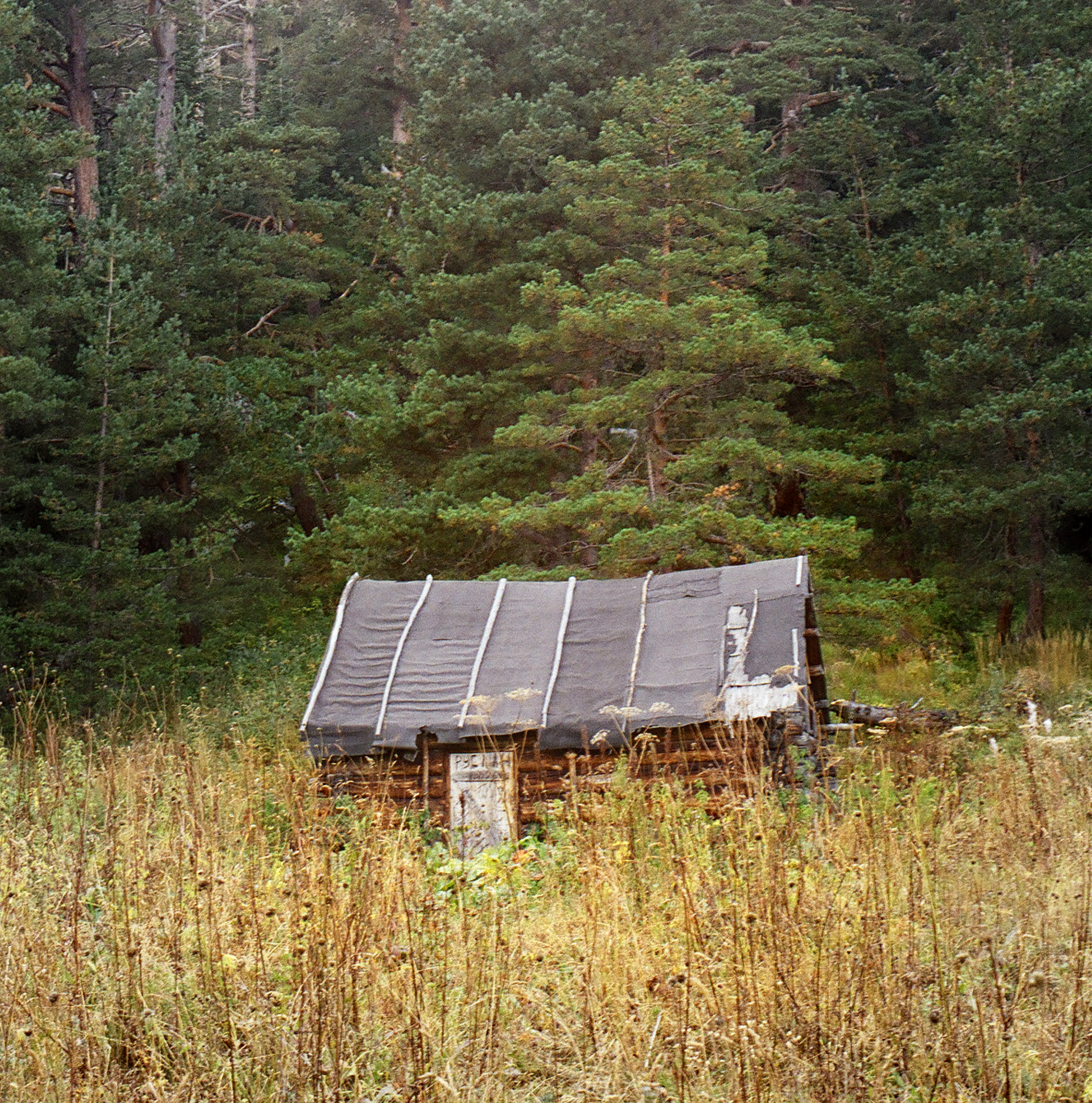
Горная хижина в Тебердинском нацпарке, Карачаево-Черкесия
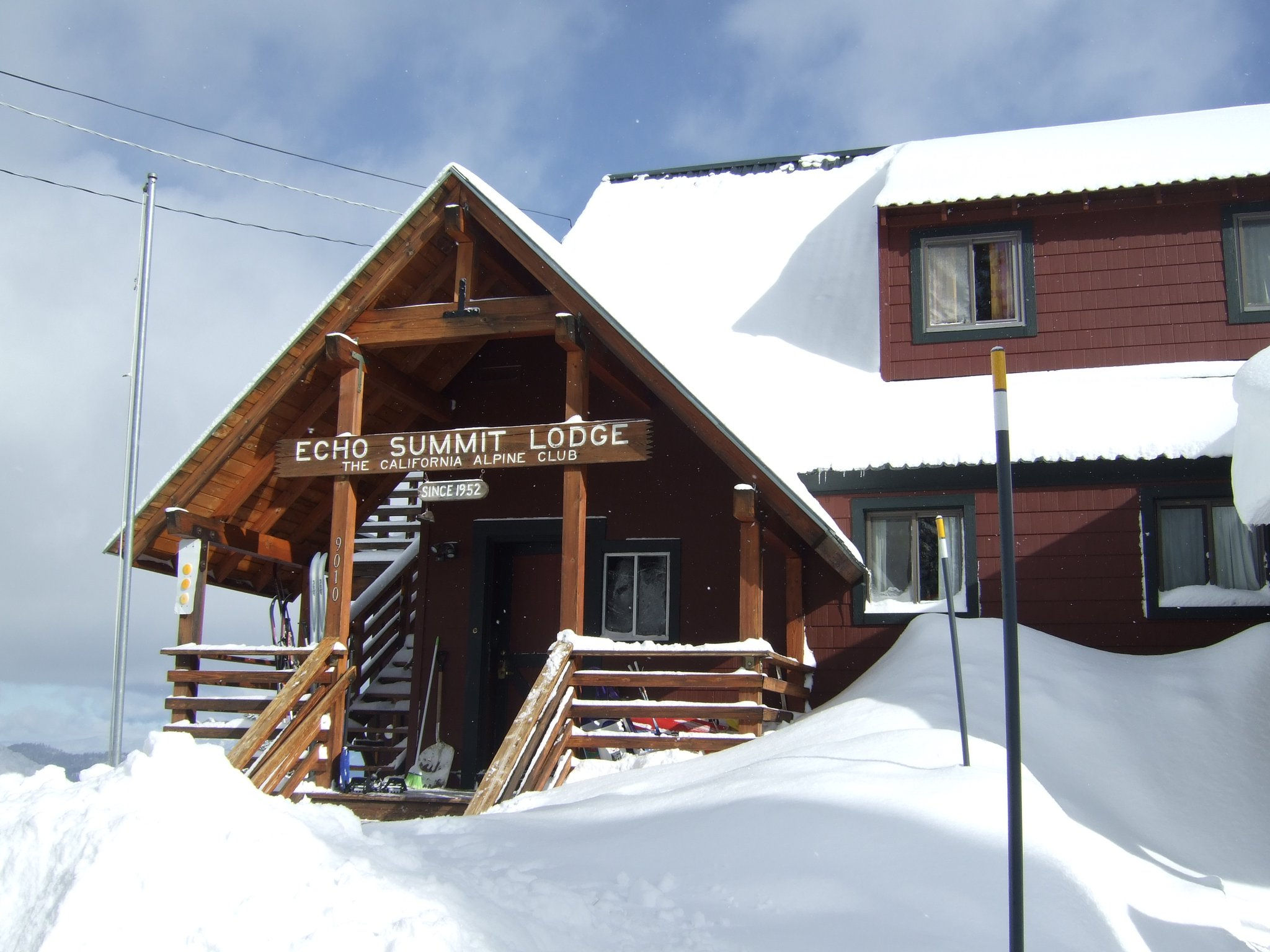
Приют «Echo Lodge» у озера Тахо, Сьерра-Невада, Калифорния, США